# 봉화 태자사 낭공대사탑비
봉화 태자사 낭공대사탑비(奉化 太子寺 朗空大師塔碑)는 서울특별시 용산구 국립중앙박물관에 있는 고려시대의 석비이다. 2015년 4월 22일 대한민국의 보물 제1877호로 지정되었다.

## 개요
봉화 태자사 낭공대사탑비는 신라말 고려초의 고승인 낭공대사(朗空大師) 행적(行寂)〔832(흥덕왕7)～ 916(신덕왕5)〕의 탑비이다. 비문의 찬자는 당대 문장으로 평가받았던 최인연과 대사의 문하법손(門下法孫)인 석순백(釋純白)이다. 또한 문하승인 승려 단목(端目)이 명필 김생의 행서 글씨를 집자하여 승려 숭태, 수규, 청직, 혜초 등이 새겨 954년(광종 5)에 세운 비이다. 이 비는 신라말 고려초의 고승인 랑공대사 행적의 일생을 상세하게 기술하고 있고, 비석의 입비(입비)와 관련하여 비문의 찬(撰), 비문의 집자(集子), 비문을 건립하는데 관여한 인물 등 당시의 사회와 문화상을 고찰할 수 있는 구체적인 사실을 상세하게 기록하고 있어 역사적 자료로서 가치가 뛰어나다. 또한 김생의 글씨를 연구함에 있어 가장 기본적인 자료로서도 상당히 중요하다.

## 같이 보기
- 태자사

## 참고 자료
- 봉화 태자사 낭공대사탑비 - 국가유산청 국가유산포털
- 이 문서에는 문화재청에서 공공누리 제1유형으로 배포된 자료를 바탕으로 한 내용이 포함되어 있습니다.